# Grágæsahnjúkur
Grágæsahnjúkur är en bergstopp i republiken Island. Den ligger i regionen Austurland, 280 km öster om huvudstaden Reykjavík. Toppen på Grágæsahnjúkur är 815 meter över havet, eller 128 meter över den omgivande terrängen. Bredden vid basen är 2,5 km.
Trakten runt Grágæsahnjúkur är nära nog obefolkad, med mindre än två invånare per kvadratkilometer. Det finns inga samhällen i närheten. Trakten runt Grágæsahnjúkur är ofruktbar med lite eller ingen växtlighet.